# Saires
Saires – miejscowość i gmina we Francji, w regionie Nowa Akwitania, w departamencie Vienne.
Według danych na rok 1990 gminę zamieszkiwały 134 osoby, a gęstość zaludnienia wynosiła 10 osób/km² (wśród 1467 gmin regionu Poitou-Charentes, Saires plasuje się na 859. miejscu pod względem liczby ludności, natomiast pod względem powierzchni na miejscu 658.).